# Rubus pungens
Rubus pungens är en rosväxtart som beskrevs av Jacques Cambessèdes och Nikolaus Joseph von Jacquin. Rubus pungens ingår i släktet rubusar, och familjen rosväxter.

## Underarter
Arten delas in i följande underarter:
- R. p. austromaritimus
- R. p. linearisepalus
- R. p. oldhamii
- R. p. ternatus
- R. p. villosus

## Bildgalleri

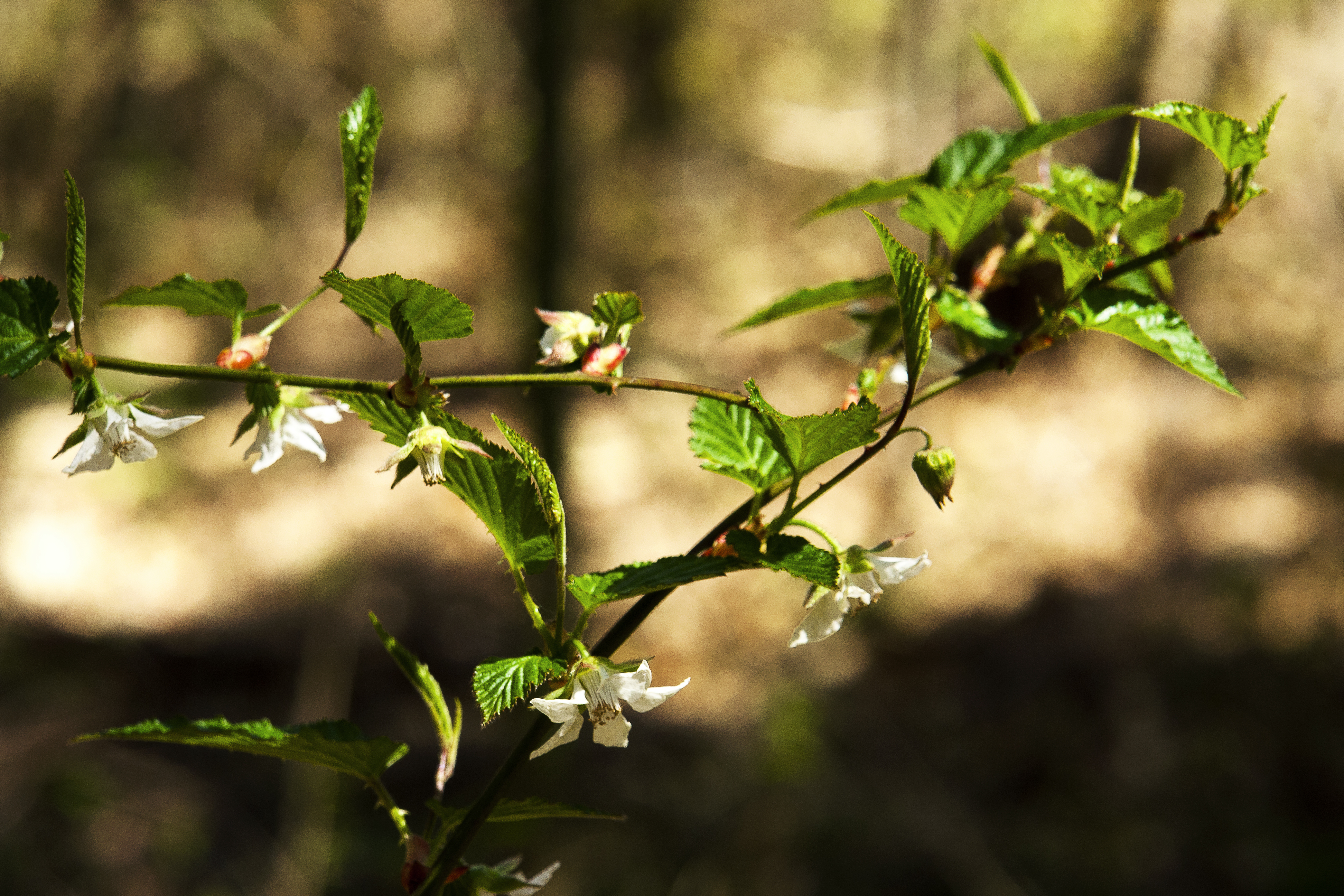
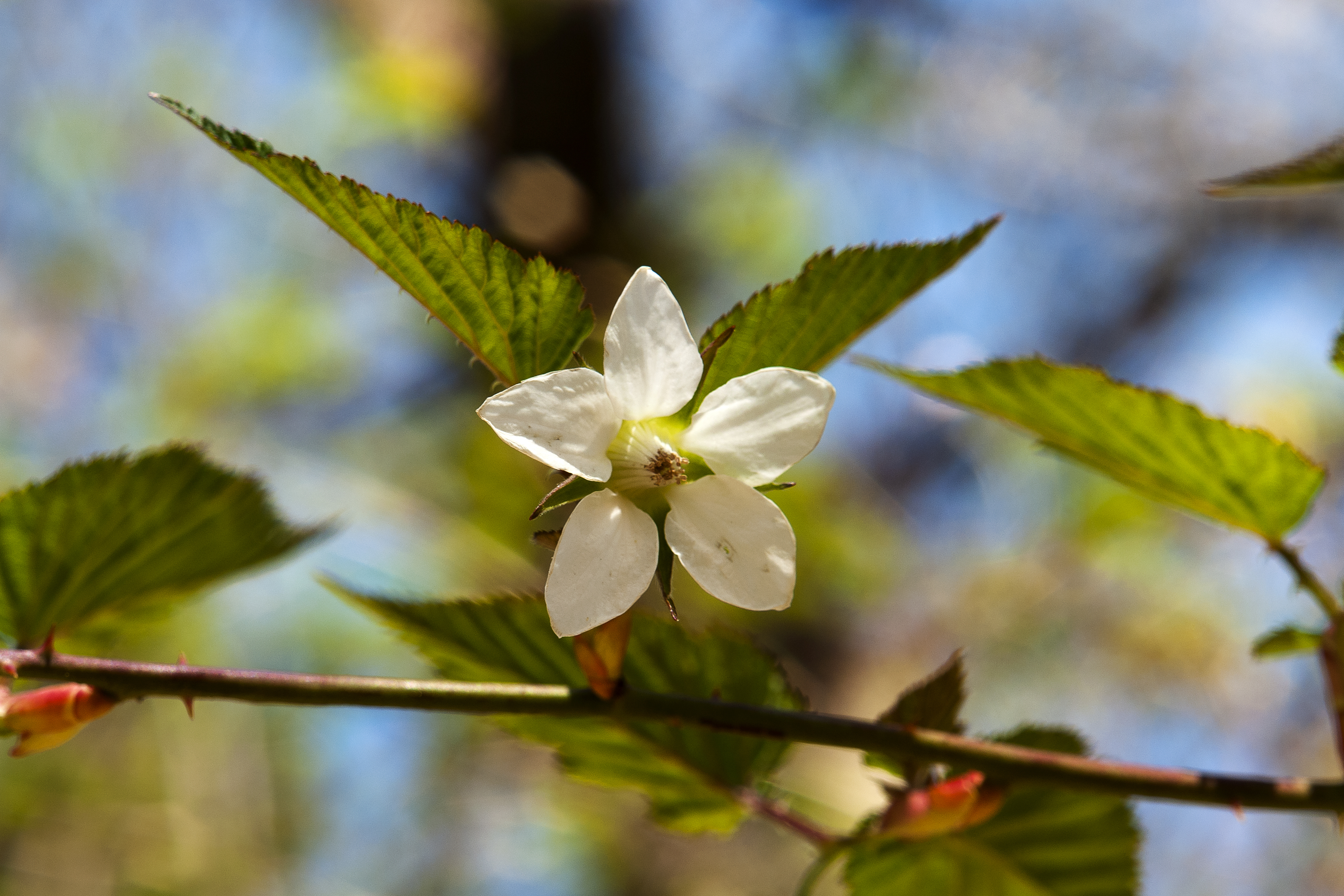
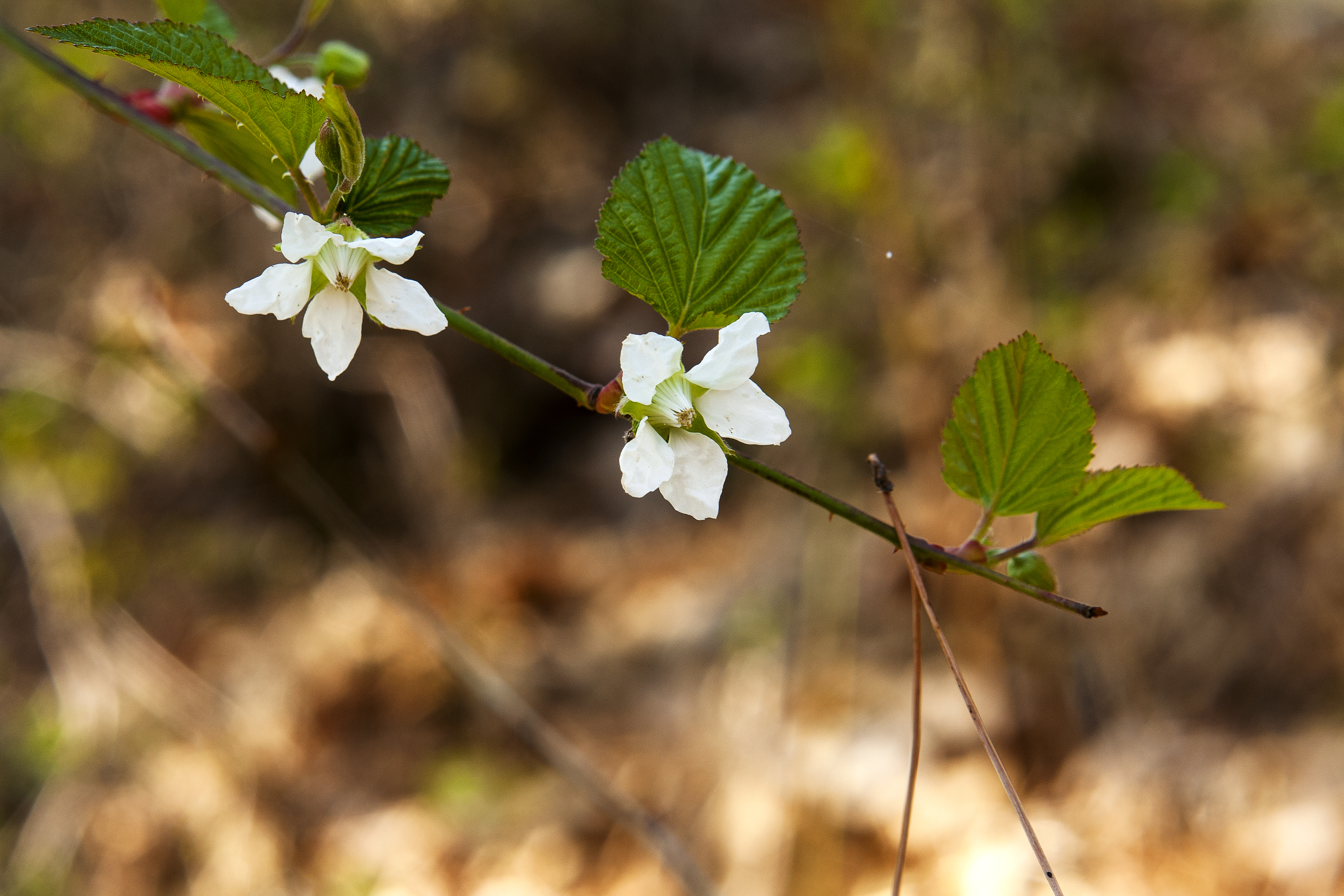